# Pietro Perlingieri
Pietro Perlingieri (Napoli, 7 febbraio 1937) è un giurista e politico italiano, senatore della Repubblica Italiana per il Partito Popolare Italiano nella XII legislatura.

## Biografia
Figlio di Giovanni Perlingieri (1906-1972), membro dell'assemblea costituente e deputato, si laurea con lode in giurisprudenza all'Università di Napoli nel 1959. Inizia l'attività come assistente volontario. Nominato assistente straordinario, consegue la libera docenza per meriti speciali e, successivamente, supera il concorso di professore ordinario. A 28 anni è il più giovane rettore d'Italia, guidando l'Università di Camerino. È stato promotore dell'istituzione della Scuola di specializzazione in diritto civile (già Scuola di perfezionamento) dell'ateneo, rivestendone il ruolo di direttore sino al 1994, data nella quale è stato eletto senatore della Repubblica per il Partito Popolare Italiano.
Ha insegnato diritto civile e teoria dell'interpretazione presso la facoltà di economia dell'Università degli Studi del Sannio (Benevento), della quale è stato rettore e preside; ha insegnato inoltre in altre università italiane, tra le quali Roma (La Sapienza e LUISS Guido Carli), Bari, Torino, Napoli (Federico II), Salerno, nonché all'Università di Camerino e all'Università del Molise delle quali è stato rettore.
Dal 1976 al 1981 è stato componente del Consiglio Superiore della Magistratura di nomina parlamentare; nel 1983 è stato eletto al Consiglio Universitario Nazionale quale rappresentante dei professori ordinari e straordinari delle facoltà di giurisprudenza.
Avvocato, iscritto all'elenco speciale annesso all'albo dei giornalisti (dedicato a coloro che "non esercitando l'attività di giornalista" desiderino "assumere la carica di direttore responsabile" di testate "a carattere tecnico, professionale o scientifico"), è presidente della casa editrice E.S.I. - Edizioni Scientifiche Italiane di Napoli, condirettore della rivista "Diritto e giurisprudenza" (dal 1969 al 1979); fondatore, rispettivamente nel gennaio 1980 e nel gennaio del 1990, della "Rassegna di diritto civile" e della "Rivista giuridica del Molise e del Sannio" delle quali è direttore; membro del comitato scientifico della "Rivista di diritto dell'impresa" e di "Legalita e giustizia".
È stato membro del direttivo del Centro nazionale di prevenzione e di difesa sociale di Milano e del Comitato scientifico della Fondazione Idis-Città della Scienza di Napoli. Fondatore e coordinatore del dottorato di ricerca su "I problemi civilistici della persona".
Esponente del personalismo, si è profuso nella dottrina del "diritto civile nella legalità costituzionale", che ha esercitato influenza sulla riflessione dottrinale giurisprudenziale italiana ed estera.
È direttore di trattati e commentari, tra i quali il trattato di diritto civile del Consiglio Nazionale del Notariato e la collana Legislazione civile annotata. Cura un Manuale di diritto civile.
È stato altresì promotore e socio fondatore (in Roma l'8 luglio 2003) della Società italiana degli studiosi del diritto civile, associazione senza scopo di lucro volta alla promozione dello studio del diritto e della collaborazione scientifica fra gli studiosi del diritto civile, della quale è Presidente.
Inoltre per quanto concerne gli incarichi e uffici ricoperti nella legislatura:
- Gruppo Partito Popolare Italiano:
  - Membro dal 18 aprile 1994 al 5 maggio 1994
  - Componente del Comitato Direttivo dal 5 maggio 1994 al 4 luglio 1995
  - Gruppo Scudo Crociato:
  - Membro dal 4 luglio 1995 al 13 luglio 1995
  - Vicepresidente dal 13 luglio 1995 all'8 maggio 1996 (dal 26 luglio 1995 il Gruppo assume la denominazione Cristiani Democratici Uniti)
- Giunta delle elezioni e delle immunità parlamentari:
  - Membro dal 5 maggio 1994 al 16 giugno 1994
- 1ª Commissione permanente (Affari Costituzionali):
  - Membro dal 31 maggio 1994 al 2 giugno 1994
  - Vicepresidente dal 2 giugno 1994 all'8 maggio 1996
- 7ª Commissione permanente (Istruzione pubblica, beni culturali):
  - Membro dal 20 luglio 1995 al 19 marzo 1996

Nel 2010 è stato nominato professore emerito di diritto civile dal Ministro dell'istruzione, dell'università e della ricerca.

## Pubblicazioni
È autore di più di 600 pubblicazioni di diritto civile, teoria dell'interpretazione e delle fonti e diritto costituzionale.
Tra le monografie:
- I negozi su beni futuri (1962);
- Rapporto preliminare e servitù su edificio da costruire (1966);
- Remissione del debito e rinunzia al credito (1968);
- Introduzione alla problematica della proprietà (1971);
- La personalità umana nell'ordinamento giuridico (1972);
- Il fenomeno dell'estinzione nelle obbligazioni (1972);
- Dei modi di estinzione delle obbligazioni diversi dall'adempimento (1975);
- Della cessione dei crediti (1982);
- Forma dei negozi e formalismo degli interpreti (1987);
- Diritto comunitario e legalità costituzionale. Per un sistema italo-comunitario delle fonti (1992);
- Leale collaborazione tra Corte costituzionale e Corti europee: per un unitario sistema ordinamentale (2008).

Alcune monografie sono state tradotte in altri paesi, tra i quali Germania, Spagna e Brasile.
Raccolgono altri scritti i volumi
- Scuole tendenze e metodi (1989)
- Il diritto dei contratti fra persona e mercato (2003)
- La persona e i suoi diritti (2005)
- L'ordinamento vigente e i suoi valori (2006)
- Interpretazione e legalità costituzionale (2012)
- Il diritto civile nella legalità costituzionale secondo il sistema italo-comunitario delle fonti (1983; 1991; 2006; 2020)

## Onorificenze
- Nel 1993 della Medaglia d'oro dei benemeriti della cultura della Repubblica polacca.

## Premi e riconoscimenti
- Ha ricevuto una laurea honoris causa dall'Università di Rio de Janeiro.
- Nel 2010 gli è stato conferito il premio per gli studi giuridici “Giuseppe Chiarelli”.
- Nel 2015 gli è stato conferito il premio "Euromediterraneo".